# 亞歷山大教導學院
亞歷山大教導學院，或亚历山大学派、又譯為亚历山大教理學院、亚历山大聖道學校，於190年前後，由潘代諾創建於埃及亞歷山卓，以哲學問答的方式來教導基督教神學。它對於基督教神學有很大的影響力。与之相对的有安条克教理学院。
許多重要的基督教早期教父，如革利免、俄立根等人，都出身於此。

## 文化背景
在亞歷山大，有希臘哲學思想、猶太教、東方宗教。在第三世紀中，發展出新柏拉圖主義。在第二世紀，有諾斯底派的學者巴西理得在亞歷山太講學。

## 起源
在185年，一位斯多亞派的哲學家潘代諾，在亞歷山大主持一個有名的聖道學校。我們所熟知的亞歷山太的革利免，就是他的學生，之後革利免也繼承主持這所學校。亞歷山大的神學思想，是受到了柏拉圖主義和斯多亞主義的影響，產生一種所謂的「基督教諾斯底主義」。。潘氏在此學校教授基督教，並且視基督教為一真正的哲學。他創立學校目的是為了要進入異教徒的思想世界，並且要顯明大公信仰的至高無上的地位。但是，因為在其中帶有「諾斯底主義」的色彩，但是又不是真的諾斯底主義，所以就被稱為「基督教諾斯底主義」。

## 代表人物

### 亞歷山太的革利免
亞歷山太的革利免被同時期的人稱為「身穿哲學家衣服的基督教信使」
他的著作當中，較為著名的有：
- （一）對異教徒的勸勉：內容為護教，但其中也包含了關於當時一些神秘宗教的材料。
- （二）導師基督：第一部討論基督的作品。它的重要意義在於，對於描述當時的風俗習慣，有參考的價值。
- （三）雜記：是革利免的隨意札記，並不是一個有系統的作品。但是，因為是宗教與神學思想有關的作品。

從革利免的著作中，可以看出他並未接受過深入嚴謹的訓練。他在解釋基督教時，都是用哲學來解釋。他認為上帝是一切真正哲學的源頭。他認為「哲學對於希臘人，好像律法對於希伯來人，都是訓蒙的師傅，為要引導他們歸向基督」。革利免對於基督在世為人的生活並不重視，他認為雖然洛各思道成肉身，但是，他認為基督的生平卻是幻影的觀點。